# Shimohei-gun

Der Landkreis Shimohei (gelb) in der Präfektur Iwate zwischen 2005 und 2010

Shimohei (jap. 下閉伊郡, -gun) ist ein Landkreis im Nordosten der Präfektur Iwate auf Honshū, der Hauptinsel von Japan.
Im Jahr 2017 umfasste der Landkreis eine Fläche von 1.481,02 km²; die geschätzte Einwohnerzahl betrug 30.983, die Bevölkerungsdichte mithin circa 21 Einwohner/km².
Zum Landkreis gehören seit 2014 die zwei Dorfgemeinden Fudai und Tanohata und die beiden Städte Iwaizumi und Yamada.

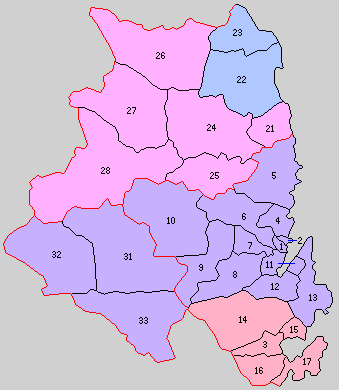
Gemeinden im späteren Shimo-Hei-gun nach der Großen Meiji-Gebietsreform 1889, 1.–17. Higashi-Hei, 21.–28. Kita-Hei, 31.–33. Naka-Hei, in lila die heute kreisfreie Stadt Miyako

Shimo-Hei, also „Unter-Hei“, entstand 1897 durch die Vereinigung der Kreise Kita- (Nord-), Naka- (Mittel-) und Higashi-Hei (Ost-Hei), diese zuvor 1879 durch die Teilung des Kreises Hei von Mutsu bzw. Rikuchū („Mittel-Mutsu“). Süd- und West-Hei wurden zu Kami-Hei („Ober-Hei“).
Koordinaten: 39° 52′ N, 141° 47′ O